# インクーディネ
インクーディネ（伊: Incudine）は、イタリア共和国ロンバルディア州ブレシア県にある、人口約300人の基礎自治体（コムーネ）。

## 地理

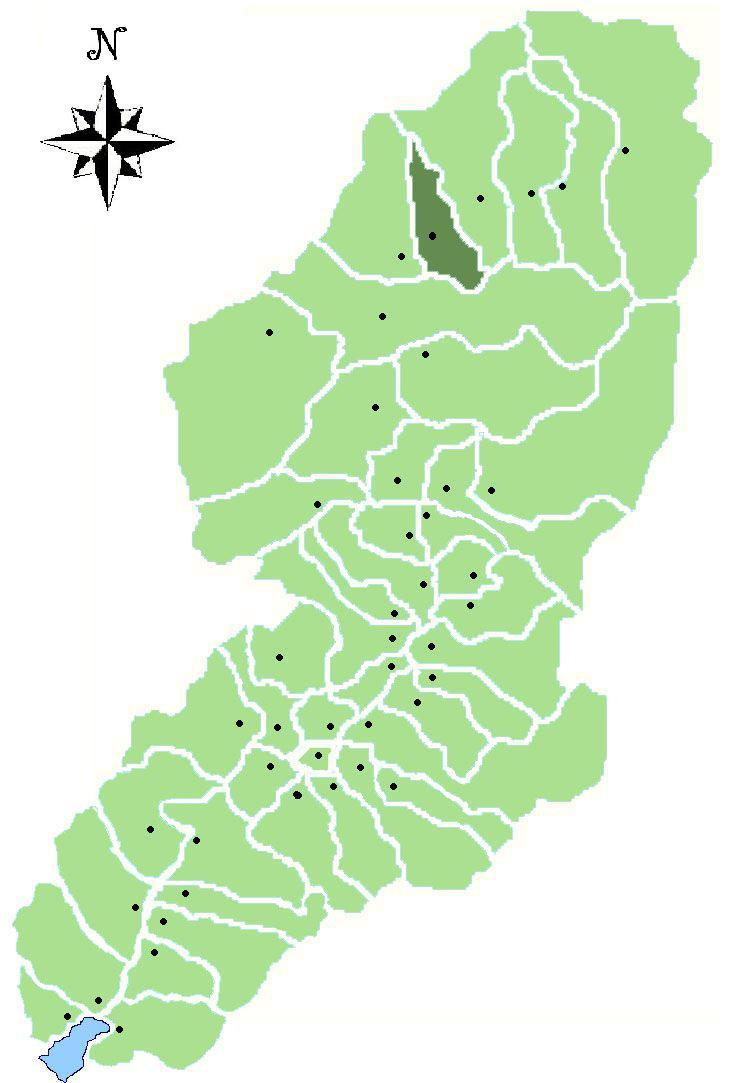
ヴァル・カモニカにおけるコムーネの領域

### 位置・広がり
ブレシア県北部、ヴァルカモニカのコムーネ。県都ブレシアから北へ77km、州都ミラノから北東へ124kmの距離にある。

#### 隣接コムーネ
隣接するコムーネは以下の通り。
| - エードロ - モンノ - ヴェッツァ・ドーリオ |

### 地勢・地形
- 河川：オーリオ川

### 地震分類
イタリアの地震リスク階級 (it) では、3 に分類される
。

## 行政

### 山岳部共同体
広域行政組織である山岳部共同体「ヴァッレ・カモニカ山岳部共同体」 (it:Comunità montana di Valle Camonica) （事務所所在地: ブレーノ）を構成するコムーネの一つである。